# Bogdan Bojarski

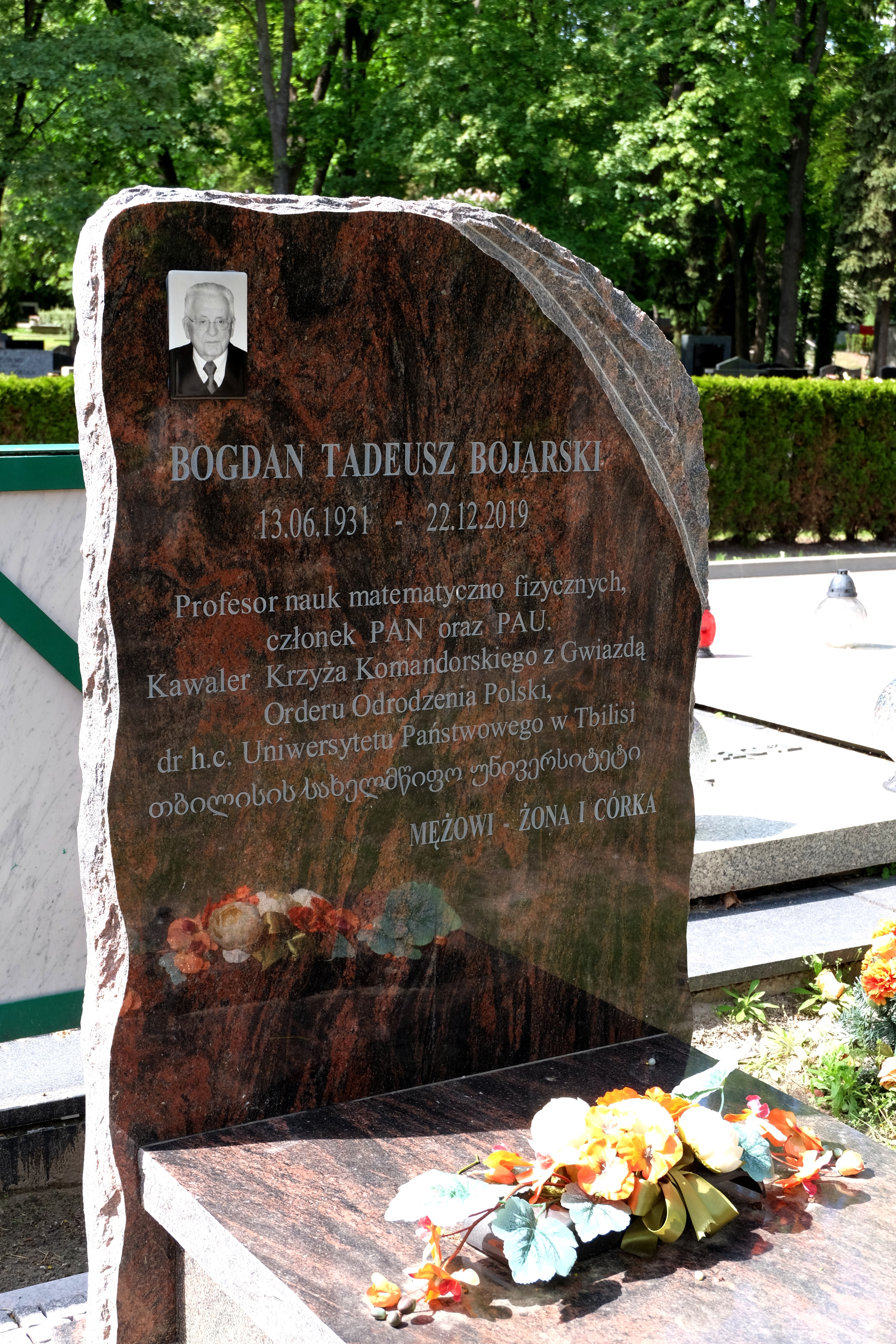
Grób Bogdana Bojarskiego na Cmentarzu Wojskowym na Powązkach (z datą zgonu 22 grudnia 2019)

Bogdan Tadeusz Bojarski (ur. 13 czerwca 1931 w Błaszkach, zm. 22 grudnia 2018 w Warszawie) – polski matematyk, profesor nauk matematyczno-fizycznych, członek rzeczywisty Polskiej Akademii Nauk.

## Życiorys
W 1951 ukończył studia matematyczne na Uniwersytecie Łódzkim, w 1954 obronił pracę doktorską na Uniwersytecie Moskiewskim, habilitował się w 1959 w Instytucie im. W.A. Stiekłowa w Moskwie, następnie pracował na Uniwersytecie Warszawskim, w tym w latach 1968–1986 jako profesor, w latach 1970–1981 był dyrektorem Instytutu Matematycznego UW. W latach 1986–2002 był dyrektorem Instytutu Matematycznego PAN, w latach 1993–2002 dyrektorem Międzynarodowego Centrum Matematycznego im. Stefana Banacha.
Od 1973 był członkiem korespondentem, od 1986 członkiem rzeczywistym Polskiej Akademii Nauk, od 2000 członkiem korespondentem Polskiej Akademii Umiejętności.
Zajmował się równaniami różniczkowymi i analizą matematyczną.
W 1963 otrzymał Nagrodę im. Stefana Banacha, był odznaczony Krzyżem Kawalerskim Orderu Odrodzenia Polski (1974), Krzyżem Komandorskim z Gwiazdą Orderu Odrodzenia Polski (1999), w 2011 otrzymał doktorat honoris causa Państwowego Uniwersytetu w Tbilisi.
Został pochowany na Cmentarzu Wojskowym na Powązkach (kwatera G dodatkowa, rząd urnowy, grób 6).